# Kaffekoppen, Liseberg
Kaffekoppen är en åkattraktion i nöjesparken Liseberg i Göteborg. Den tillverkades av det tyska företaget Heinrich Mack GmbH & Co och invigdes 1985.
Kaffekoppen stod vid premiären 1985 på det då nybyggda området "Å Andra Sidan" som låg öster om Mölndalsån. Attraktionen flyttades inför säsongen 1987 till barnområdet. Tidigare täcktes Kaffekoppen av ett tak av samma typ som på ett cirkustält. I samband med att Lisebergs barnområde byggdes om till Kaninlandet inför säsongen 2013 byttes taket ut mot ett platt tak och ovanpå detta placerades en stor kaffekvarn.
I mitten av attraktionen står en stor kaffekanna som tillsammans med golvet vrider sig medurs under åkturen med en hastighet av 8 varv per minut. Golvet har en diameter på 12,3 meter och i golvet finns tre större rundlar som snurrar åt motsatt håll. På varje rundel står tre kaffekoppar där de åkande sitter. Varje kopp har plats för fem passagerare. Således har attraktionen plats för 45 åkande åt gången. Kopparna snurrar i sin tur runt sin egen axel, men deras rotation beror på centrifugalkraften, som i sin tur påverkas av de åkandes vikt och placering i koppen. I mitten av varje kopp finns en ratt som de åkande kan vrida på för att påverka koppens rotation ytterligare.

## Bilder
- Wikimedia Commons har media som rör Kaffekoppen, Liseberg.

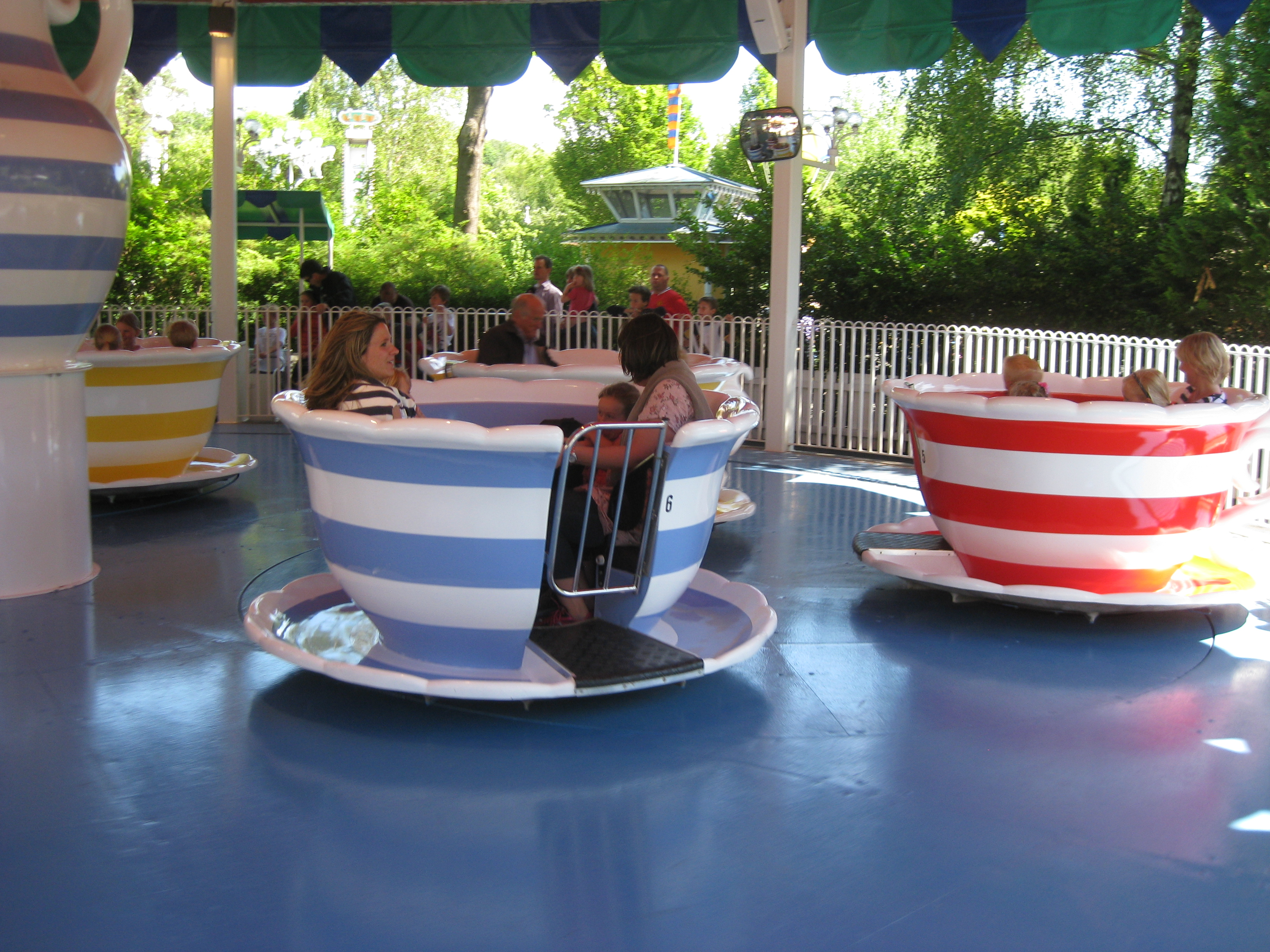
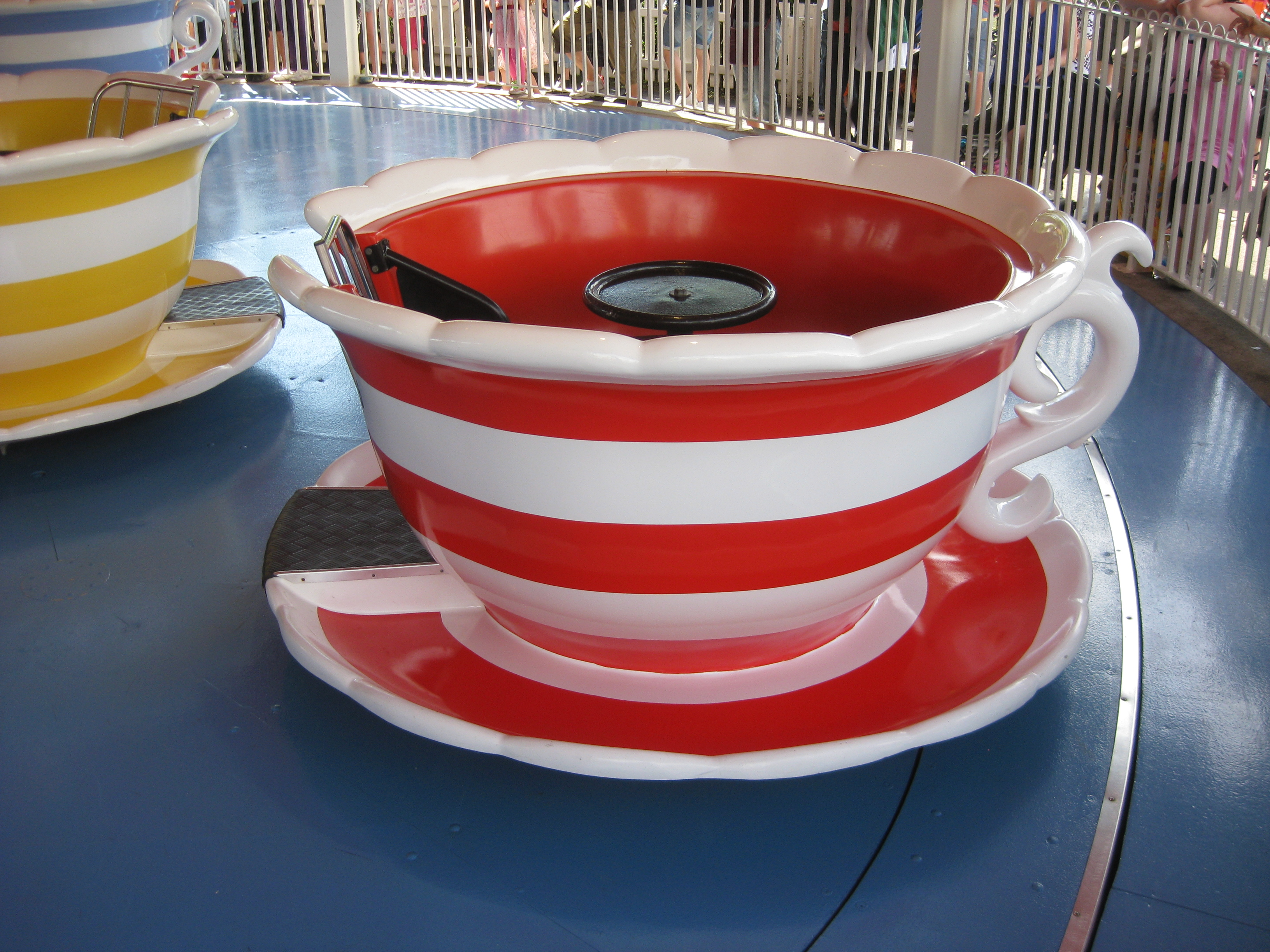
De åkande kan snurra på den svarta ratten i mitten av koppen, för att öka koppens rotationshastighet.
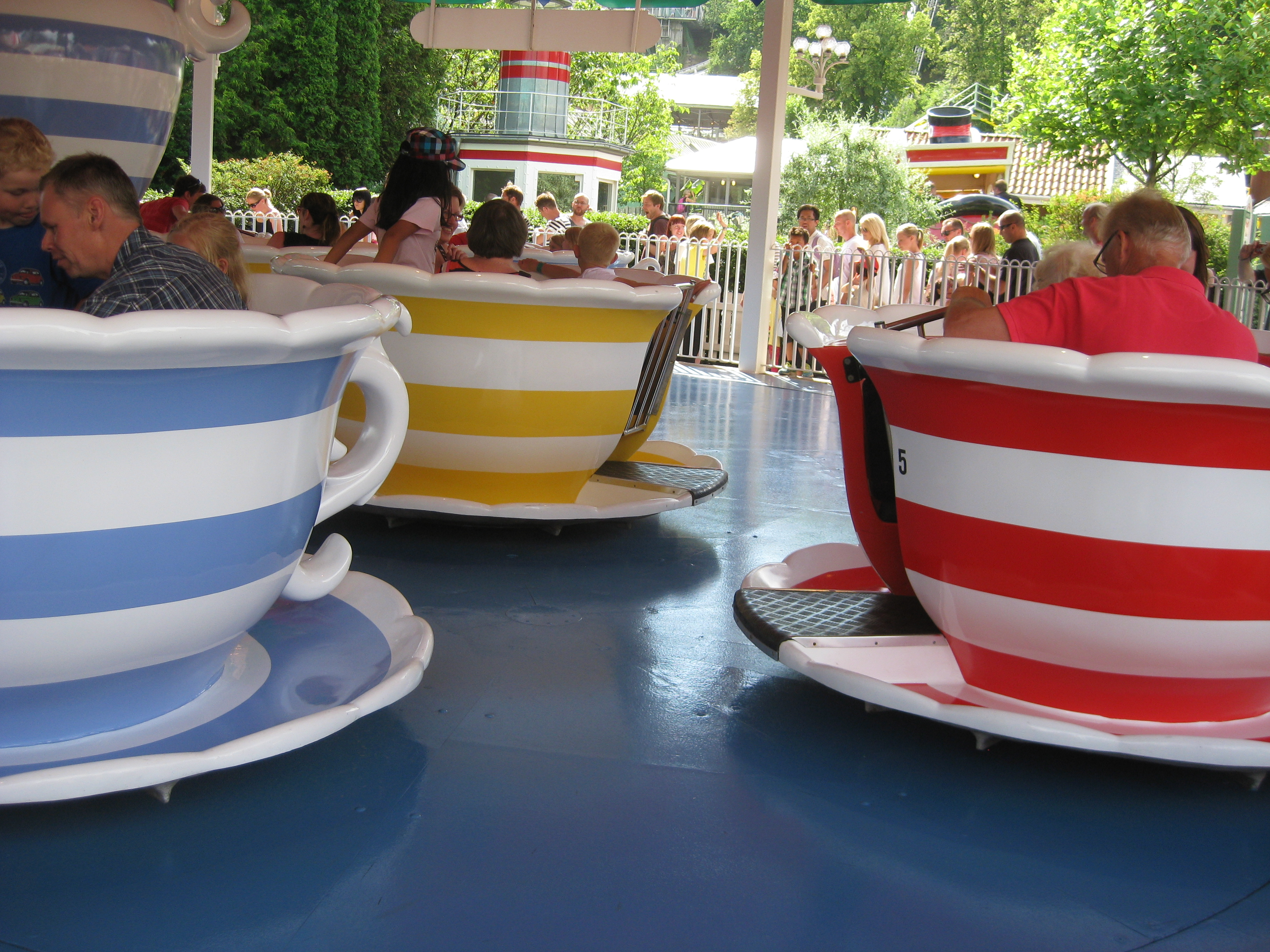
Varje kaffekopp (de färgade cirklarna) roterar runt sin egen axel. Plattan de står på (de grå cirklarna) roterar i sin tur runt sin egen axel, och den plattan är fäst i golvet (vita cirkeln) som också snurrar runt sin axel.
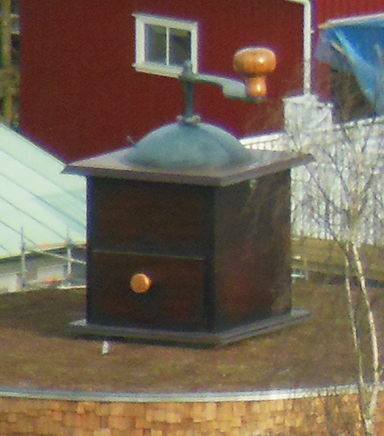
Inför sommarsäsongen 2013 placerades denna stora kaffekvarn på attraktionens tak.